# Sančurskij rajon
Il Sančurskij rajon (in russo Санчурский район?) è un rajon dell'Oblast' di Kirov, nella Russia europea. Istituito nel 1935, il cui capoluogo è Sančursk.